# Алфредо Жакони (стадион)
«Алфредо Жакони» — футбольный стадион, открытый 23 марта 1975 года, во время празднования столетия итальянской колонизации штата, в Кашиас-ду-Сул, Рио-Гранди-ду-Сул, Бразилия. Название дано в честь Алфредо Жакони, который был игроком, менеджером и директором «Ювентуде» в 1930—1940-х годах.

## История
Стадион был построен на месте предыдущего стадиона ФК «Жувентуде» под названием «Кинта-дус-Пинейрос». строительство началось в 1972 году и закончилось три года спустя, в 1975 году, тогдашним президентом клуба Вилли Санвитто.
Первый матч состоялся 3 марта 1975 года, «Жувентуд» и «Фламенго» сыграли вничью со счетом 0:0.
4 апреля 1975 года игроком «Сосьедад Эспортива Палмейрас» Роналду на стадионе был забит первый гол, «Палмейрас» обыграл «Жувентуд» со счетом 3:0.
В январе 1999 года началось строительство кабин и отбеливающих покрытий. По состоянию на 2005 год первая часть реконструкции была почти завершена.
21 июня 1999 года на стадионе состоялся первый матч финала Кубка Бразилии. «Жувентуд» обыграл «Ботафого» со счетом 2:1. «Ювентус» после ничьей в ответном матче выиграл соревнование.
16 февраля 2000 года стадион впервые был использован в матче Кубка Либертадорес. «Ювентуд» побил «Эль Насьональ» из Эквадора 1:0.
Рекорд посещаемости стадиона в настоящее время составляет 27 740 человек, установленный 27 ноября 2002 года когда «Гремио» обыграл «Ювентуд» со счетом 1:0.